# N'oublie pas
N'oublie pas è un singolo della cantautrice francese Mylène Farmer in collaborazione con la cantautrice statunitense LP.
Il singolo è contenuto nel decimo album di Mylène Farmer dal titolo Désobéissance.

## Video musicale
Il videoclip è stato girato da Laurent Boutonnat in Islanda ed è stato pubblicato su YouTube il 25 giugno 2018.

## Tracce
Testi e musiche di Laura Pergolizzi, Mylène Farmer, Mike Del Rio e Nate Campany.
1. Mylène Farmer – N'oublie pas (feat. LP) – 3:44

## Classifiche
| Classifica (2018) | Posizione massima |
| ----------------- | ----------------- |
| Belgio (Vallonia) | 67                |
| Francia           | 1                 |